# Taschenbuch für Chemiker und Physiker
Das Taschenbuch für Chemiker und Physiker ist ein dreibändiges Tabellenwerk. Es wurde 1943 von Jean D’Ans (1881–1969) und Ellen Lax begründet und wird daher häufig auch nur als D’Ans Lax bezeichnet. Zwischen 1983 und 2000 erschien die vierte Auflage.

## Bände
Band 1 enthält physikalisch-chemische DatenSpektroskopische Daten wie Massenspektrometrie, Grundterme, Röntgenspektren, AAS, NMR-, Mößbauer-Spektroskopie, PE-, UV/VIS-, IR-, ESR-, Fluoreszenz- und Mikrowellenspektren, Laserspektren, elektronischer Aufbau von Atomen, Ionen und Molekülen (Elektrodenpotentiale, Leitfähigkeit, Ionenradien, Atomfaktoren, Kernabstände, Valenzwinkel), eine Liste mit allen bekannten Nukliden und Kernteilchen, ein Periodensystem, magnetische, elektrische und optische Konstanten, Daten zu Molekülmechanik und Quantenstatistik, dynamische Konstanten (Viskosität, Diffusion, Wärmeleitfähigkeit, Reaktionsgeschwindigkeiten), physikalisch-chemische Daten von Wasser, Grenzflächen, Gastheorie, Maßsysteme, Messtechnische Daten, Grundkonstanten.
Band 2 behandelt organische SubstanzenVon ca. 10.000 organischen Verbindungen werden Daten wie exakter Name, (Struktur-)Formel, Molmasse, Dichte, Schmelz- und Siedepunkt sowie weitere Charakteristika wie Brechungsindex, Löslichkeiten in diversen Lösemitteln, gegebenenfalls Geschmack und Geruch angegeben. Weitere Tabellen listen diese Verbindungen nach steigendem Schmelz- und Siedepunkt auf.
Band 3 behandelt anorganische Substanzen und chemische ElementeEr enthält kalorische, mechanisch-thermische und thermodynamische Daten anorganischer Verbindungen, deren Formeln, Löslichkeiten, Schmelz- und gegebenenfalls Siedepunkte. Ebensolche Daten von Elementen und viele Kristallstrukturen anorganischer Verbindungen werden angegeben.

## Umfang und Preis
Vom Umfang (und auch vom Preis) liegt es zwischen dem Chemiker-Kalender und dem Landolt-Börnstein. Letzterer ist nur in größeren Universitätsbibliotheken greifbar. Der „D.“ ist in vielen Laboren zu finden.

## Letzte Auflagen
- M. D. Lechner (Hrsg.): Taschenbuch für Chemiker und Physiker. begründet von Jean d’Ans, Ellen Lax. 4., neubearb. u. rev. Auflage. Band 1: Physikalisch-chemische Daten. Springer, Berlin 1992, ISBN 3-540-52895-4.
- Claudia Synowietz (Hrsg.): Taschenbuch für Chemiker und Physiker. Begründet von Jean d’Ans, Ellen Lax. 4. Auflage. Band 2: Organische Verbindungen. Springer, Berlin 1983, ISBN 3-540-12263-X.
- Roger Blachnik (Hrsg.): Taschenbuch für Chemiker und Physiker. Begründet von Jean d’Ans, Ellen Lax. 4., neubearbeitete und revidierte Auflage. Band 3: Elemente, anorganische Verbindungen und Materialien, Minerale. Springer, Berlin 1998, ISBN 3-540-60035-3.